# Leptosomatum pedroense
Leptosomatum pedroense är en rundmaskart som beskrevs av Allgen 1947. Leptosomatum pedroense ingår i släktet Leptosomatum och familjen Leptosomatidae. Inga underarter finns listade i Catalogue of Life.